# Helicops yacu
Helicops yacu là một loài rắn trong họ Rắn nước. Loài này được Rossman & Dixon mô tả khoa học đầu tiên năm 1975.